# Declinació del grec antic

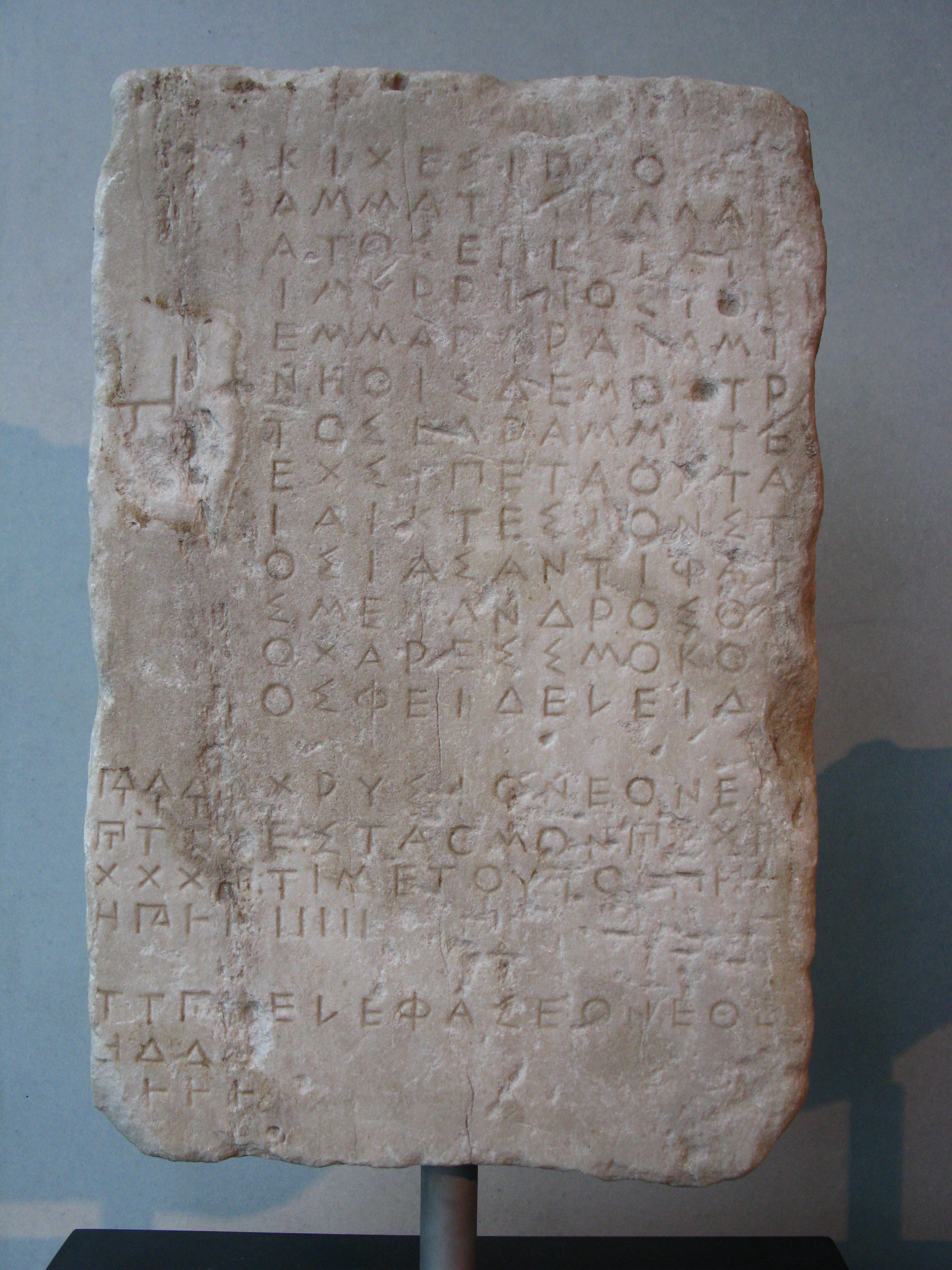
Inscripció sobre la construcció de l'estàtua criselefantina d'Atena Pàrtenos al Partenó)

La declinació del grec antic és el conjunt de formes en què es declinen els substantius, adjectius, pronoms i altres categories de paraules en la llengua grega antiga. En grec antic, la declinació d'una paraula serveix per indicar-ne la funció i el nombre gramatical. Hi ha tres declinacions, que estan numerades i agrupades segons la terminació dels mots i el seu gènere gramatical. Els diferents casos s'expressen mitjançant un sufix (o morfema gramatical) afegit a l'arrel de la paraula. La flexió de les paraules dins una mateixa declinació varia segons el seu gènere gramatical: masculí, femení o neutre.
Cadascun dels cinc casos té una funció principal i (tret del vocatiu) una sèrie de funcions secundàries, que poden tenir una semblança gramatical amb la funció principal o no. Aquest sistema de casos del grec antic ha influït en la gramàtica del grec modern, que conserva una gramàtica força arcaica en comparació amb altres llengües indoeuropees d'Europa tot i haver perdut el cas datiu respecte al grec antic.

## Casos
El grec de l'època clàssica tenia cinc dels vuit casos gramaticals originals del protoindoeuropeu: el nominatiu, el vocatiu, l'acusatiu, el genitiu i el datiu. Alguns textos primerencs, incloent-hi les obres d'Homer, contenen vestigis del cas locatiu en forma d'adverbis com ara ἠῶθεν ('a l'albada'). Les funcions d'aquest cas foren absorbides pel datiu.
- nominatiu: subjecte, atribut
- vocatiu: cas de l'apòstrof
- acusatiu: complement directe (CD), atribut del CD, complements circumstancials
- genitiu: complement del nom (CN), complements circumstancials
- datiu: complement indirecte (CI), complements circumstancials

### Nominatiu
- Subjecte:
  - ὁ παῖς παίζει → el nen juga
- Predicat (atribut):
  - Κῦρος βασιλεὺς ἐγένετο → Cirus fou rei
- Exclamatiu:
  - Νήπιος → babau!
- En lloc del vocatiu:
  - ὁ παῖς ἀκολούθει → noi, segueix-me
  - Ζεῦ πάτερ, ᾿Ηέλιός τε → oh, pare Zeus i Heli!
  - ὦ φίλ' Αἴας, φίλος ὦ Μενέλαε → oh, estimat Aiant, oh estimat Menelau!

### Vocatiu
Persona a qui es dirigeix la paraula:
- ὦ ἄνδρες ᾿Αθηναῖοι → oh, atenesos!

### Acusatiu
- Subjecte d'una oració d'infinitiu:
  - λέγει σε ἐλθεῖν → diu que tu has vingut

- Complement directe (objecte extern):
  - τύπτω τὸν δοῦλον → colpejo l'esclau

- S'empra amb verbs que en català són intransitius:
  - beneficiar o perjudicar: 
    - ὁ Σωκράτης οὐδένα ἠδίκησεν → Sòcrates no fou injust amb ningú

  - fugir, escapar, amagar-se:
    - φεύγειν τὸν πατέρα → fugir del seu pare

  - tenir un sentiment (temor, vergonya):
    - εὐλαβοῦ ψόγον → tingues cura dels retrets

- Complement directe (objecte intern):
  - etimològic:
    - μάχην ἐμάχοντο → lluitaven en una batalla

  - amb significat relatiu al verb:
    - πόλεμον ἐστράτευσαν → prengueren part en una guerra

  - determinació d'un acusatiu intern sobreentès:
    - γάμους ἑστιᾶν → organitzar un banquet de bodes

  - amb determinació adverbial:
    - μέγα ψεύδεται → diu grans mentides

  - efecte de l'acció del verb:
    - ἕλκος οὐτάσαι → inferir una ferida

- Complement directe (amb dos acusatius):
  - διδάσκω τοὺς παῖδας τὴν γραμματικήν → ensenyo als nois gramàtica

- Complement directe (amb predicat):
  - ἔλαβε τοῦτο δῶρον → va rebre això com a regal

- De relació:
  - κεφαλὴν ἴκελος Διί → semblant en el cap a Zeus

- D'extensió:
  - en l'espai:
    - πλεῖν θάλασσαν → navegar per mar

  - en el temps:
    - ἔμεινεν ἡμέρας πέντε → es quedà cinc dies

- Adverbial:
  - τὴν ταχίστην → pel camí més curt
  - τέλος → per fi

- De direcció:
  - ἧλθες ῎Αργος → vas venir a Argos

- Absolut:
  - προσταχθὲν ἀναχωρῆσαι → havent estat ordenada la retirada

### Genitiu
- Amb substantius:
  - de parentesc:
    - Σωκράτης ὁ Σωφρονίσκου → Sòcrates, el fill de Sofronisc

  - de propietat:
    - ἡ οἰκία τοῦ πατρός → la casa del pare

  - de matèria:
    - τεῖχος λίθου → una paret de pedra

  - de contingut:
    - δέπας οἴνου → una copa de vi

  - de preu:
    - δοῦλος πέντε μνῶν → un esclau que val cinc mines

  - d'autor:
    - Δημοσθένους λόγος → un discurs de Demòstenes

  - de causa:
    - γραφὴ κλοπῆς → acusació per furt

  - de qualitat:
    - πολίτου ἀρετή → valor d'un ciutadà

  - de denominació:
    - ᾿Ιλίου πτολίεθρον → la ciutat de Troia

- Partitiu:
  - πότερος τῶν ἀδελφῶν; → quin dels germans?

- Subjectiu:
  - ὁ φόβος τῶν πολεμίων → la por que tenen els enemics

- Objectiu:
  - ὁ φόβος τῶν πολεμίων → la por que es té als enemics

- Amb adjectius:
  - de pertanença:
    - νεὼς τοῦ ᾿Απόλλωνος ἱερός → temple consagrat a Apol·lo

  - de participació:
    - μέτοχος τοῦ πόνου → partícip del treball

  - de potència:
    - ἐγκρατὴς ἑαυτοῦ → amo d'un mateix

  - de plenitud:
    - πλέος εὐφροσύνης → ple d'alegria

  - de coneixement o memòria:
    - ῎εμπειρος τῶν ὁδῶν → coneixedor dels camins

  - de preu o valor:
    - πλείστου ἄξιος → de gran valor

- Amb adverbis:
  - πέραν τοῦ ποταμοῦ → a l'altra banda del riu
  - πῶς ἔχεις δόξης; → què opines?

- Amb verbs:
  - de participació:
    - μετεῖχον τῆς ἑορτῆς → participaven de la festa
    - πίνειν τοῦ οἴνου → beure vi

  - de profit:
    - ἀπολαύειν τοῦ βίου → gaudir de la vida

  - de record o cura:
    - ἐπιλανθάνεσθαι τῶν φίλων → oblidar-se dels amics
    - κήδεται ἑαυτοῦ → té cura de si mateix

  - de tacte o començament:
    - λαμβάνειν τῆς χειρός → agafar de la mà
    - ἄρχεσθαι τῆς παιδείας → començar l'ensenyament

  - de desig o obtenció:
    - ἐραν τῶν ἀδυνάτων → voler coses impossibles
    - τυγχάνειν τοῦ σκοποῦ → atènyer l'objectiu

  - de govern o poder:
    - ἐβασίλευε τῶν Περσῶν → era rei dels perses

  - d'abundància:
    - εὐπορεῖν χρημάτων → tenir molts diners

  - de judici o acusació:
    - ἀσεβείας κρίνειν → acusar d'impietat

  - de compra o venda:
    - πρίασθαι ταλάντου → comprar per un talent

  - de percepció:
    - ἀκούω τῶν λόγων → escolto les paraules

  - compostos amb κατά:
    - καταγελᾶν τινος → riure's d'algú

  - compostos amb una altra preposició:
    - ὑπεραλγῶ τῆς πατρίδος → sento pena per la pàtria

- de separació:
  - παύεσθαι μάχης → cessar en la lluita

- de mancança:
  - πόλις κενὴ ἀνδρῶν → ciutat sense homes

- de comparació:
  - νεώτερος σοῦ → més jove que tu

- de causa:
  - θαυμάζω σε τῆς σωφροσύνης → t'admiro per la teva moderació

- exclamatiu:
  - φεῦ τοῦ ἀνδρός → ai de l'home!

- de temps:
  - ἑκάστου ἔτους → tots els anys

- d'espai:
  - θέουσαι πεδίοιο → corrent per la plana

- agent:
  - πρ`ος πάντων ἐπονομαζόμενος → cridat per tothom

- absolut:
  - οὐδεν`ος κωλύοντος → sense que ningú ho impedeixi

### Datiu
- Complement indirecte:
  - δώσω σοι τὰς πόλεις → et donaré les ciutats

- S'empra amb verbs de:
  - proximitat:
    - πλησιάζειν αὐτῷ → apropar-se a ell

  - ira, irritació, hostilitat:
    - πολεμεῖν τοῖς ᾿Αθηναίοις → lluitar contra els atenesos

  - acompanyament, persecució:
    - ἀκολουθεῖν τῷ βασιλεῖ → seguir el rei

  - ajut, auxili:
    - βοηθεῖν τοῖς φίλοις → ajudar els amics

  - unió, mescla, relació:
    - ὁμιλεῖν μοι → tractar amb mi

  - amb terciopersonals:
    - πρέπει μοι οὐκ εἴκειν → em convé no cedir

- Amb adjectius:
  - d'igualtat:
    - τὰ αὐτὰ Κύρῳ ὅπλα → les mateixes armes que en Ciro

  - de benvolença o hostilitat:
    - ἐναντίος τῇ γνώμῃ → contrari a l'opinió

  - de parentesc o comunitat:
    - πράξεις κοιναὶ πᾶσιν → fets comuns a tots

- Amb adverbis:
  - ὁμοίως ἐκείνῳ → igual que aquell

- Amb compostos de preposició:
  - ἐπιβουλεύειν τῷ δήμῳ → conspirar contra el poble

- Amb substantius:
  - ἡ τοῖς φίλοις βοήθεια → l'ajuda als amics

- D'interés:
  - πᾶς ἀνὴρ αὑτῷ πονεῖ → tots treballen per a si mateixos

- Possessiu:
  - πολλοί μοι φίλοι εἰσίν → tinc molts amics

- Ètic:
  - βέβηκεν ἡμῖν ὁ ξένος → se'ns ha anat l'hoste

- Agent:
  - πάνθ'ἡμῖν πεποίηται → tot està fet per nosaltres

- De relació:
  - τέθνηχ'ἡμῖν πάλαι → per a nosaltres fa temps que està mort

- D'instrument:
  - ὁρῶμεν τοῖς ὀφθαλμοῖς → veiem amb els ulls

- De causa:
  - τελευτᾶν νόσῳ → morir de malaltia

- De motiu:
  - ἁμαρτάνομεν ἀγνοίᾳ → ens equivoquem per ignorància

- De mode:
  - σιγῇ → en silenci

- De punt de vista:
  - ὕστερος τῇ τάξει → l'últim per la seva col·locació

- De mesura:
  - πολλῷ ὕστερον → molt després

- En un lloc (estàtic):
  - Μαραθῶνι → a Marató

- A un lloc (direcció):
  - πεδίῳ ἔπεσε → va caure a terra

- De temps:
  - τῇδε τῇ νυχτί → aquesta nit

## Articles
| Cas       | Singular | Singular | Singular | Plural  | Plural | Plural | Dual |
| Cas       | Masculí  | Femení   | Neutre   | Masculí | Femení | Neutre | Comú |
| --------- | -------- | -------- | -------- | ------- | ------ | ------ | ---- |
| Nominatiu | ὁ        | ἡ        | τό       | οἱ      | αἱ     | τά     | τω   |
| Acusatiu  | τόν      | τὴν      | τό       | τοὺϛ    | τάϛ    | τά     | τῶ   |
| Genitiu   | τοῦ      | τῆϛ      | τοῦ      | τῶν     | τῶν    | τῶν    | τοῖν |
| Datiu     | τῷ       | τῇ       | τῷ       | τοῖϛ    | ταῖϛ   | τοῖϛ   | τοῖν |

## Adjectius
La declinació dels adjectius és, en realitat, la mateixa que la dels substantius corresponents a la forma emprada per a cadascun dels gèneres. S'enumeren a continuació les diferents classes d'adjectius amb referència al substantiu que en cada gènere serveix de model.

### Adjectius de tres terminacions
- Masculí:
  - δίκαι-ος → es declina com βίος (vegeu substantius, segona declinació)

- Femení:
  - δικαί-α → es declina com λύρα (vegeu substantius, primera declinació, I tipus)
  - Al jònic: δικαί-η → es declina com τιμή (vegeu substantius, primera declinació, III tipus)

- Neutre:
  - δίκαι-ον → es declina com μέτρον (vegeu substantius, segona declinació)

Com als anteriors, els comparatius en -τερος i els adjectius verbals en -τέος:
- Masculí:
  - δῆλ-ος → es declina com βίος

- Femení:
  - δήλ-η → es declina com τιμή

Neutre:
- - δῆλ-ον → es declina com μέτρον

### Adjectius irregulars
Són irregulars μέγας i πολύς, que es declinen del següent mode:
| Nombre   | Cas | Masculí  | Femení   | Neutre   |          | Nombre | Cas     | Masculí | Femení  | Neutre |
| -------- | --- | -------- | -------- | -------- | -------- | ------ | ------- | ------- | ------- | ------ |
| Singular | N.  | μέγας    | μεγάλη   | μέγα     | Singular | N.     | πολύς   | πολλή   | πολύ    |        |
| Singular | A.  | μέγαν    | μεγάλην  | μέγα     | Singular | A.     | πολύν   | πολλήν  | πολύ    |        |
| Singular | G.  | μεγάλου  | μεγάλης  | μεγάλου  | Singular | G.     | πολλοῦ  | πολλῆς  | πολλοῦ  |        |
| Singular | D.  | μεγάλῴ   | μεγάλῃ   | μεγάλῳ   | Singular | D.     | πολλῷ   | πολλῇ   | πολλῷ   |        |
| Plural   | N.  | μεγάλοι  | μεγάλαι  | μεγάλα   | Plural   | N.     | πολλοί  | πολλαί  | πολλά   |        |
| Plural   | A.  | μεγάλους | μεγάλας  | μεγάλα   | Plural   | A.     | πολλούς | πολλάς  | πολλά   |        |
| Plural   | G.  | μεγάλων  | μεγάλων  | μεγάλων  | Plural   | G.     | πολλῶν  | πολλῶν  | πολλῶν  |        |
| Plural   | D.  | μεγάλοις | μεγάλαις | μεγάλοις | Plural   | D.     | πολλοίς | πολλαίς | πολλοίς |        |

El plural és regular: μεγάλοι, μεγάλαι, μεγάλα, etc. i πολλοί, πολλαί, πολλά, etc. (com βίος, τιμή i μέτρον)

## Substantius

### Primera declinació
|          | Cas | fem. I tipus | fem. II tipus | fem. III tipus | masc. IV tipus | masc. V tipus |
| -------- | --- | ------------ | ------------- | -------------- | -------------- | ------------- |
| Singular | N.  | λύρα         | γλῶσσα        | τιμή           | νεανίας        | πολίτης       |
| Singular | V.  | λύρα         | γλῶσσα        | τιμή           | νεανία         | πολῖτα        |
| Singular | A.  | λύραν        | γλῶσσαν       | τιμήν          | νεανίαν        | πολίτην       |
| Singular | G.  | λύρας        | γλώσσης       | τιμῆς          | νεανίου        | πολίτου       |
| Singular | D.  | λύρᾳ         | γλώσσῃ        | τιμῇ           | νεανίᾳ         | πολίτῃ        |
| Plural   | N.  | λύραι        | γλῶσσαι       | τιμαί          | νεανίαι        | πολῖται       |
| Plural   | V.  | λύραι        | γλῶσσαι       | τιμαί          | νεανίαι        | πολῖται       |
| Plural   | A.  | λύρας        | γλώσσας       | τιμάς          | νεανίας        | πολίτας       |
| Plural   | G.  | λυρῶν        | γλωσσῶν       | τιμῶν          | νεανιῶν        | πολιτῶν       |
| Plural   | D.  | λύραις       | γλώσσαις      | τιμαῖς         | νεανίαις       | πολίταις      |

Observacions:
- El I tipus comprèn aquells substantius femenins a la -α del tema dels quals precedeix ρ, ι, ε (p.ex: λύρα). El II tipus són tots aquells substantius femenins precedits de σ, σσ, ττ, λλ, ξ, ψ, αιν, ειν, οιν (p.ex: γλῶσσα). El III tipus són tota la resta de mots femenins (p.ex: τιμή). El IV tipus són els masculins el tema dels quals acaba com el I tipus (p.ex: νεανίας). El V tipus, la resta de noms masculins (p.ex: πολίτης). Els IV i V tipus tenen -ς al nominatiu, i genitiu -ου com a la segona declinació. El plural és idèntic a tots els tipus d'aquesta flexió.
- Tots els casos porten l'accent a la mateixa síl·laba que el nominatiu, tret del genitiu plural, que té circumflex a l'última. En això es diferencia aquest cas del genitiu plural de molts noms de la segona declinació (com λόγος, genitiu plural: λόγων).
- L'accent circumflex a la penúltima es converteix en agut als casos en què l'última vocal sigui llarga. A l'inrevés, l'agut a la penúltima si és llarga passa a ser circumflex quan l'última vocal és breu.
- En Homer i en el jònic trobem -η al singular del I i IV tipus (σοφίη); al genitiu plural les desinències -άων, -έων; al datiu plural -ῃσι, -ῃς. Al V tipus, nominatius en -α (ἱππότα), i al IV i V, genitiu singular en -αο, εω, -ω
- Es presten a confusions el genitiu singular i acusatiu plural del I tipus, que solen distingir-se'n pel cas de l'article, si aquest hi és, i el genitiu singular del IV i V, idèntic al de la segona declinació.
- Al V tipus es troba de vegades el vocatiu -η (ἀτρείδης).
- Alguns substantius, no obstant la primera observació, mantenen α a tota la flexió (p.ex: μνᾶ -ᾶς, χρόα -ας); i d'altres conserven la η a tot el singular (p.ex: χόρη -ης, δέρη -ης, ἔρση -ης). Τόλμα, ἔρευνα i δίαιτα segueixen el II tipus.
- Aquesta declinació correspon a la primera i cinquena llatines.

### Segona declinació
| Cas | Masc./fem. | Masc./fem. | Masc./fem. | Neutre   | Neutre  | Neutre  |
| Cas | Singular   | Plural     | Dual       | Singular | Plural  | Dual    |
| --- | ---------- | ---------- | ---------- | -------- | ------- | ------- |
| N.  | βίος       | βίοι       | βίω        | μέτρον   | μέτρα   | μέτρω   |
| V.  | βίε        | βίοι       | βίω        | μέτρον   | μέτρα   | μέτρω   |
| A.  | βίον       | βίους      | βίω        | μέτρον   | μέτρα   | μέτρω   |
| G.  | βίου       | βίων       | βίοιν      | μέτρου   | μέτρων  | μέτροιν |
| D.  | βίῳ        | βίοις      | βίοιν      | μέτρῳ    | μέτροις | μέτροιν |

Observacions:
- Aquesta declinació correspon a la segona i quarta llatines (s'ha de remarcar el neutre plural en -α, idèntic al llatí, i fins i tot semblant en alguns neutres russos: письмо - письма).
- L'accent és invariable a tots els casos, igual al del nominatiu. Vegeu la tercera observació de la primera declinació.
- En Homer i en el jònic, datiu plural -οισι.

### Tercera declinació
Hi ha diversos models per a la tercera declinació: κόραξ (i el neutre σῶμα) és el model més emprat i cohabita amb els models πόλις/ἄστυ, βασιλεύς, βέλος, ἔδαφος i πατήρ. Per contra, hi ha noms que no segueixen aquests models: ἀνήρ, βοῦς, γραῦς, ὕδωρ...
Per regla general, les terminacions seran les següents:
|           | Singular                        | Plural |
| --------- | ------------------------------- | ------ |
| Nominatiu | -ς / -tema amb allargament      | -ες    |
| Vocatiu   | -igual al nominatiu / -tema pur | -ες    |
| Acusatiu  | -α/-ν                           | -ας    |
| Genitiu   | -ος                             | -ων    |
| Datiu     | -ι                              | -σι(ν) |

#### Nominatiu sigmàtic
Hi pertanyen substantius de gènere masculí i femení:
| Nombre   | Cas | Oclusives | Oclusives | Oclusives | Temes en -ντ | Temes en líquida | Temes en nasal |
| Nombre   | Cas | Gutural   | Labial    | Dental    | Temes en -ντ | Temes en líquida | Temes en nasal |
| -------- | --- | --------- | --------- | --------- | ------------ | ---------------- | -------------- |
| Singular | N.  | φύλαξ     | φλέψ      | λαμπάς    | λυθείς       | ἄλς              | ρίς            |
| Singular | V.  | φύλαξ     | φλέψ      | λαμπάς    | λυθείς       | ἄλς              | ρίς            |
| Singular | A.  | φύλακα    | φλέβα     | λαμπάδα   | λυθέντα      | ἃλα              | ρῖνα           |
| Singular | G.  | φύλακος   | φλέβος    | λαμπάδος  | λυθέντος     | ἁλός             | ρινός          |
| Singular | D.  | φύλακι    | φλεβί     | λαμπάδι   | λυθέντι      | ἁλί              | ρινί           |
| Plural   | N.  | φύλακες   | φλέβες    | λαμπάδες  | λυθέντες     | ἃλες             | ρῖνες          |
| Plural   | V.  | φύλακες   | φλέβες    | λαμπάδες  | λυθέντες     | ἃλες             | ρῖνες          |
| Plural   | A.  | φύλακας   | φλέβας    | λαμπάδας  | λυθέντας     | ἃλας             | ρῖνας          |
| Plural   | G.  | φύλακων   | φλέβων    | λαμπάδων  | λυθέντων     | ἁλῶν             | ρινῶν          |
| Plural   | D.  | φύλαξι    | φλεψί     | λαμπάσι   | λυθεῖσι      | ἁλσί             | ρισί           |

Observacions:
- Als temes en oclusiva aquesta es combina amb la -ς del nominatiu i vocatiu singular i del datiu plural d'aquesta forma:

- - γ / κ / χ = -ξ
  - β / π / φ = -ψ
  - δ / τ / θ = -ς

Així doncs, φυλακ-ς = φύλαξ / μαστιγ-ς = μάστιξ / βηχ-ς = βήξ / γυπ-ς = γύψ / φλεβ-ς = φλέψ / κατηλιφ-ς = κατῆλιψ / ἐσθητ-ς = ἐσθής / λαμπαδ-ς = λαμπάς / κορυθ-ς = κόρυς.
- Els temes en -ντ perden la terminació davant de -ς al nominatiu i vocatiu singular i al datiu plural, allargant per compensació la vocal precedent (λυθεντ-ς = λυθείς / διδοντ-ς = διδούς / ἱσταντ-ς = ἱστάς / δεικνυντ-ς = δεικνύς).

- Els temes en nasal la perden davant de -ς (ριν-ς = ρίς). Allarga la vocal per compensació εἷς (per ἑν-ς).
- En alguns temes en dental no apareix la ς al vocatiu (παῖς, voc. παῖ).
- Als temes monosil·làbics d'aquesta declinació s'accentuen a l'última sí·laba genitiu i datiu, i a la primera la resta de casos (p.ex: φλεβός, gen. φλέβα ac.). En canvi βάς té el genitiu βάντος; ὤν, ὄντος / πᾶς el genitiu plural πάντων / παῖς el genitiu plural παίδων.
- El tema en dental ποδ- presenta un nominatiu anòmal ποῦς al dialecte àtic. El datiu plural homèric és πόδεσσι ö ποσσί.
- Els temes en -κτ, νυκτ- i ἀνακτ- no ofereixen la τ al tema en -ρτ δαμαρτ- queda reduït a δάμαρ al nominatiu.
- Els neutres no prenen ς al nominatiu singular i adopten la desinència -α al nominatiu, vocatiu i acusatiu plural. Així doncs, σῶμα, -ατος en plural σώματα (el nominatiu ha perdut la τ final) / λυθέν, -έντος (plural λυθέντα) / γάλα, -ακτος (perd la -κτ final al nominatiu) / ἓν, -ἑνός (neutre d'εἷς, que no té plural) / πᾶν, παντός (perd la τ al nominatiu). Φῶς, φωτός es declina com σῶμα. Πέρας, -ατος; κέρας, -ατος, etc. també ho fan, quan no segueixen la flexió dels neutres en -ας.

#### Nominatiu asigmàtic
Hi pertanyen substantius de gènere masculí i femení:
| Nombre   | Cas    | Temes en líquida | Temes en líquida | Temes en nasal   | Temes en nasal | Temes en -ντ |
| Nombre   | Cas    | Amb vocal llarga | Amb alternança   | Amb vocal llarga | Amb alternança | Temes en -ντ |
| -------- | ------ | ---------------- | ---------------- | ---------------- | -------------- | ------------ |
| Singular | N.     | θήρ              | ρήτωρ            | ἀγών             | ἡγεμών         | γέρων        |
| Singular | V.     | θήρ              | ρῆτορ            | ἀγών             | ἡγεμών         | γέρων        |
| Singular | A.     | θῆρα             | ρήτορα           | ἀγῶνα            | ἡγεμόνα        | γέροντα      |
| Singular | G.     | θηρός            | ρήτορος          | ἀγῶνος           | ἡγεμόνος       | γέροντος     |
| Singular | D.     | θηρί             | ρήτορι           | ἀγῶνι            | ἡγεμόνι        | γέροντι      |
| Plural   | N.     | θῆρες            | ρήτορες          | ἀγῶνες           | ἡγεμόνες       | γέροντες     |
| Plural   | V.     | θῆρες            | ρήτορες          | ἀγῶνες           | ἡγεμόνες       | γέροντες     |
| Plural   | A.     | θῆρας            | ρήτορας          | ἀγῶνας           | ἡγεμόνας       | γέροντας     |
| Plural   | G.     | θηρῶν            | ρήτορων          | ἀγώνων           | ἡγεμόνων       | γερόντων     |
| Plural   | D.     | θηρσί            | ρήτορσι          | ἀγῶσι            | ἡγεμόσι        | γέρουσι      |
| Dual     | N/V/A. | θῆρε             | ρήτορε           | ἀγῶνε            | ἡγεμόνε        | γέροντε      |
| Dual     | G/D.   | θηροῖν           | ρητόροιν         | ἀγώνοιν          | ἡγεμόνοιν      | γερόντοιν    |

Observacions:
- Als temes amb alternació apareix la vocal llarga del tema al nominatiu singular (ρήτωρ, ἡγεμών), i la breu a la resta dels casos (ρήτορος, ἡγεμόνος). Als que tenen accent a l'última síl·laba (com ἡγεμών) i els participis (λύων), el vocatiu és igual al nominatiu.
- Els temes en -ντ perden la τ al nominatiu i vocatiu singular.
- Al datiu plural dels temes en -ντ, la vocal del tema s'allarga per compensació en desaparèixer el grup ντ (γεροντσι = γέρουσι). La ν desapareix als temes en nasal (ἀγωνσι = ἀγῶσι).
- Els temes neutres tenen vocal breu al nominatiu i vocatiu singular i α al nominatiu, acusatiu i vocatiu plural (εὒδαιμον, -ονος, plural -ονα / νέκταρ, -αρος).
- Σωτήρ, tema amb vocal llarga, té per excepció el vocatiu σῶτερ.

#### Temes en -υ i -ευ
Hi pertanyen substantius de gènere masculí, femení i neutre:
| Nombre   | Cas    | Masculins i femenins | Masculins i femenins | Masculins i femenins | Masculins i femenins | Neutres         | Neutres         |
| Nombre   | Cas    | I tipus              | II tipus             | III tipus            | IV tipus             | I tipus         | II tipus        |
| -------- | ------ | -------------------- | -------------------- | -------------------- | -------------------- | --------------- | --------------- |
| Singular | N.     | σῦς                  | γλυκύς               | βασιλεύς             | πέλεκυς              | γλυκύ           | ἄστυ            |
| Singular | V.     | σῦ                   | γλυκύ                | βασιλεῦ              | πέλεκυ               | γλυκύ           | ἄστυ            |
| Singular | A.     | σῦν                  | γλυκύν               | βασιλέα / βασιλῆ     | πέλεκυν              | γλυκύ           | ἄστυ            |
| Singular | G.     | συός                 | γλυκέος              | βασιλέως             | πελέκεως             | γλυκέος         | ἄστεως / ἄστεος |
| Singular | D.     | συί                  | γλυκεῖ / γλυκέϊ      | βασιλεῖ / βασιλέϊ    | πελέκει              | γλυκεῖ / γλυκέϊ | ἄστει / ἄστεϊ   |
| Plural   | N.     | σύες                 | γλυκεῖς              | βασιλεῖς / βασιλῆς   | πελέκεις             | γλυκέα          | ἄστη / ἄστεα    |
| Plural   | V.     | σύες                 | γλυκεῖς              | βασιλεῖς / βασιλῆς   | πελέκεις             | γλυκέα          | ἄστη / ἄστεα    |
| Plural   | A.     | σύας / σῦς           | γλυκεῖς              | βασιλέας / βασιλεῖς  | πελέκεις / πελέκεας  | γλυκέα          | ἄστη / ἄστεα    |
| Plural   | G.     | συῶν                 | γλυκέων              | βασιλέων             | πελέκεων             | γλυκέων         | ἄστεων          |
| Plural   | D.     | συσί                 | γλυκέσι              | βασιλεῦσι            | πελέκεσι             | γλυκέσι         | ἄστεσι          |
| Dual     | N/V/A. | σύε                  | γλυκέε               | βασιλέε / βασιλῆ     | πελέκει              | γλυκέε          | ἄστει           |
| Dual     | G/D.   | συοῖν                | γλυκέοιν             | βασιλέοιν            | πελέκοιν             | γλυκέοιν        | ἀστέοιν         |

Observacions:
- El tipus I no té ε al tema a tota la flexió. La desinència d'acusatiu és paral·lela a la que hi ha a χάρις, per exemple.
- A la resta dels tipus alternen els genitius -ος i -ως, més propi del dialecte àtic.
- Al tipus III apareix la desinència general d'acusatiu singular -α.
- El nominatiu plural del II i IV tipus procedeix de la contracció ε + ε (γλυκέες = γλυκεῖς).
- Els acusatiu plural del II i V tipus són iguals que el nominatiu.
- Els neutres prenen α al plural com a regla general. El II tipus contrau ε + α en η.
- En dialectes apareix η al tema del III tipus (genitiu βασιλῆος).
- δόρυ, d'aquesta flexió, neutre, i γόνυ, segueixen en la resta la de σῶμα (plural δόρατα, δούρατα en jònic).
- Ζεύς té flexió especial (genitiu Διός, datiu Διί, acusatiu Δία, vocatiu Ζεῦ). També es pot trobar genitiu Ζηνός, datiu Ζηνί, acusatiu Ζῆνα i Ζῆν.

#### Temes en -ι i -ει
Hi pertanyen substantius de gènere masculí i femení:
|      | Singular | Singular | Plural  | Plural   | Dual    | Dual     |
| Caso | I tipus  | II tipus | I tipus | II tipus | I tipus | II tipus |
| ---- | -------- | -------- | ------- | -------- | ------- | -------- |
| N.   | οἶς      | πόλις    | οἶες    | πόλεις   | οἶε     | πόλεε    |
| V.   | οἶ       | πόλι     | οἶες    | πόλεις   | οἶε     | πόλεε    |
| A.   | οἶν      | πόλιν    | οἶς     | πόλεις   | οἶε     | πόλεε    |
| G.   | οἰός     | πόλεως   | οἰῶν    | πόλεων   | οἰοῖν   | πόλεοιν  |
| D.   | οἰί      | πόλει    | οἰσί    | πόλεσι   | οἰοῖν   | πόλεοιν  |

Observacions:
- Existeixen alguns neutres del II tipus d'aquesta flexió, com σίναπι, -εως.
- Els dialectes mantenen la ι sense ε del I tipus al II (gen. πόλιος, dat. πόλι, nom. pl. πόλιες, gen. pl. πολίων, dat. pl. πόλισι, ac. pl. πόλιας) o generalitzen la η al tema (gen. πόληος, dat. πόληι, nom. pl. πόληες, ac. pl. πόληας); en aquest últim cas la desinència d'acusatiu singular és -α (πόληα).
- Cal aplicar les observacions primera, quarta, cinquena i sisena dels temes en -υ i -ευ. Al I tipus, la primera de la mateixa flexió.
- En alguns dialectes es troba ὄϊς per οἶς, amb gen. ὄϊος (dat. pl. ὀΐεσσι, ὄεσσι).

#### Temes en diftong
Hi pertanyen substantius de gènere masculí i femení:
|     | Singular | Singular | Plural | Plural | Dual   | Dual   |
| Cas | En -αυ   | En -ου   | En -αυ | En -ου | En -αυ | En -ου |
| --- | -------- | -------- | ------ | ------ | ------ | ------ |
| N.  | γραῦς    | βοῦς     | γρᾶες  | βόες   | γρᾶε   | βόε    |
| V.  | γραῦ     | βοῦ      | γρᾶες  | βόες   | γρᾶε   | βόε    |
| A.  | γραῦν    | βοῦν     | γραῦς  | βοῦς   | γρᾶε   | βόε    |
| G.  | γραός    | βοός     | γραῶν  | βοῶν   | γραοῖν | βοοῖν  |
| D.  | γραΐ     | βοΐ      | γραυσί | βουσί  | γραοῖν | βοοῖν  |

Observacions:
- Els diftongs αυ i ου a final de tema donen lloc a aquesta flexió.
- En Homer es troba γρηῦς per γραῦς, és a dir, es declina amb la vocal llarga η.
- Són homèrics també l'acusatiu plural βόας i el datiu plural βόεσσι, de βοῦς.
- Ναῦς admet dues flexions: gen. νεώς, dat. νηί, ac. ναῦν, voc. ναῦ, nom. i voc. pl. νῆες, gen. pl. νεῶν, dat. pl. ναυσί, ac. pl. ναῦς o bé (en jònic i homèric): nom. νηῦς, gen. νηός, dat. νηί, ac. νῆα, nom. pl. νῆες o νέες, gen. pl. νηῶν, dat. pl. νηυσί, νέεσσι o νήεσσι, ac. pl. νῆας.

#### Temes en -ω
Hi pertanyen substantius de gènere masculí i femení:
| Casos | Masculí  | Masculí   | Masculí     | Femení  |
| Casos | Singular | Plural    | Dual        | Femení  |
| ----- | -------- | --------- | ----------- | ------- |
| N.    | ἥρως     | ἥρωες *** | ἥρωε        | πειθώ   |
| V.    | ἥρως     | ἥρωες *** | ἥρωε        | πειθοῖ  |
| A.    | ἥρωα*    | ἥρωας *** | ἥρωε        | πειθώ   |
| G.    | ἥρωος*   | ἡρώων     | ἡρώοιν **** | πειθοῦς |
| D.    | ἥρωι **  | ἥρωσι     | ἡρώοιν **** | πειθοῖ  |

- * o ἥρω
- ** o ἥρῴ
- *** o ἥρως
- **** o ἥρῴν

Observacions:
- Com pot veure's, té formes també de la declinació àtica.
- εἰκών i ἀηδών, temes en ν, tenen formes d'aquesta flexió (gen. εἰκοῦς, ac. εἰκώ, gen. ἀηδοῦς, voc. ἀηδοῖ).

#### Temes en -ς
Hi pertanyen substantius de gènere masculí, femení i neutre:
| Nombre   | Casos  | Masc. i fem.  | Femenins | Neutres | Neutres       | Neutres        |
| Nombre   | Casos  | Masc. i fem.  | Femenins | En ας   | En ες         | Amb alternança |
| -------- | ------ | ------------- | -------- | ------- | ------------- | -------------- |
| Singular | N.     | τριήρης       | αἰδώς    | κέρας   | εὐγενές       | γένος          |
| Singular | V.     | τριήρες       | αἰδώς    | κέρας   | εὐγενές       | γένος          |
| Singular | A.     | τριήρη/εα     | αἰδῶ     | κέρας   | εὐγενές       | γένος          |
| Singular | G.     | τριήρους/εος  | αἰδοῦς   | κέρως   | εὐγενοῦς/έος  | γένους/εος     |
| Singular | D.     | τριήρει       | αἰδοῖ    | κέρᾳ    | εὐγενεῖ       | γένει          |
| Plural   | N.     | τριήρεις/εες  |          | κέρα    | εὐγενῆ/έα     | γένη/εα        |
| Plural   | V.     | τριήρεις/εες  |          | κέρα    | εὐγενῆ/έα     | γένη/εα        |
| Plural   | A.     | τριήρεις      | No en té | κέρα    | εὐγενῆ/έα     | γένη/εα        |
| Plural   | G.     | τριήρων/εων   |          | κέρῶν   | εὐγενῶν/έων   | γένῶν/έων      |
| Plural   | D.     | τριήρεσι      |          | κέρασι  | εὐγενέσι      | γένεσι         |
| Dual     | N.A.V. | τριήρει/εες   | No en té | κέρα    | εὐγενεῖ       | γένει          |
| Dual     | G.D.   | τριήροιν/εοιν |          | κερῷν   | εὐγενοῖν/έοιν | γένοῖν/έοιν    |

Observacions:
- Als dialectes solen trobar-se les formes no contractes que estan al segon paradigma, després de la barra /.
- La ς del tema, per caiguda intervocàlica, apareix només en alguns casos.
- Els neutres tenen alternança, en el tema, de ε (γένεσι) i/o (γένος).
- Els neutres prenen α al nom., voc. i ac. pl, que es contrau en η ö ᾶ.
- L'acusatiu plural τριέρεις és influència del nominatiu.
- El genitiu γένους pot confondre's fàcilment amb un acusatiu plural de la 2a declinació.
- Κέρας segueix de vegades la flexió de σῶμα (gen. κέρατος, nom. pl. κέρατα). Altres neutres canvien la α del tema per ε i segueixen la flexió de γένος (οὗδας, -εος). D'altres conserven la α sense contraure (γῆρας, -αος). Dins dels neutres amb alternança es troben en Homer genitius en -ευς (contracció jònica de ε + ο) com θάρσευς, i datius plurals en -εσσι (βέλεσσι).
- En els masculins i femenins l'acusatiu singular és, després de vocal en el tema, α (contracció de ε + α). Així, d'ἐνδεής: ac. ἐνδεᾶ; d'ὑγιής: ὑγιᾶ. Així mateix, els neutres χρέος i κλέος tenen el nom. i ac. pl. χρέα i κλέα.
- Després de ε en el tema, sobretot en noms propis, es produeix doble contracció. Així, el tema Περικλεεσ- tenim:
  - N. Περικλῆς. V. Περίκλεις A. Περικλέα G. Περικλέους D. Περικλεῖ
- Alguns noms propis masculins prenen desinències de la 1a declinació (Σωκράτης → ac. Σωκράτην ö Σωκράτη).
- Al dialecte èpic es manté, en noms propis, la η a tota la flexió (῾Ηρακλῆς → gen. ῾Ηρακλῆος, etc.).

## Pronoms

### Pronoms personals
Les formes entre parèntesis són formes que es poden trobar a altres dialectes:
| Nombre   | Cas | 1a persona                       | 2a persona                               | 3a persona                  |
| -------- | --- | -------------------------------- | ---------------------------------------- | --------------------------- |
| Singular | N.  | ἐγώ (ἐγών)                       | σύ (τύνη)                                |                             |
| Singular | A.  | ἐμέ / με                         | σέ / σε                                  | ἕ / ἑ (ἑέ)                  |
| Singular | G.  | ἐμοῦ / μου (ἐμεῦ, ἐμεῖο, ἐμέθεν) | σοῦ / σου (σέο, σευ, σεῖο, σέθεν, τεοῖο) | οὗ / οὑ (ἕο, εὑ, εἷο, ἕθεν) |
| Singular | D.  | ἐμοί / μοι                       | σοί / σοι (τοι, τεΐν)                    | οἷ / οἱ (ἑοῖ)               |
| Plural   | N.  | ἡμεῖς (ἄμμες, ἡμέες)             | ὑμεῖς (ὑμέες, ὔμμες)                     | σφεῖς                       |
| Plural   | A.  | ἡμᾶς (ἡμέας, ἄμμε)               | ὑμᾶς (ὑμέας, ὔμμε)                       | σφᾶς (σφέας, σφεῖας)        |
| Plural   | G.  | ἡμῶν (ἡμέων ἡμείων)              | ὑμῶν (ὑμέων, ὑμείων)                     | σφῶν (σφέων, σφείων)        |
| Plural   | D.  | ἡμῖν (ἄμμι)                      | ὑμῖν (ὔμμι)                              | σφίσι / σφισι (σφι)         |

Observacions:
- Al singular (i al datiu plural de 3a persona) cal remarcar-hi la diferència entre formes tòniques emfàtiques i àtones no emfàtiques.

### Pronom reflexiu
| Cas | Singular | Singular | Singular | Plural | Plural | Plural | Dual   |
| Cas | Masc.    | Fem.     | Neut.    | Masc.  | Fem.   | Neut.  | Comú   |
| --- | -------- | -------- | -------- | ------ | ------ | ------ | ------ |
| N.  | αὐτός    | αὐτή     | αὐτό     | αὐτοί  | αὐταί  | αὐτά   | αὐτώ   |
| A.  | αὐτόν    | αὐτήν    | αὐτό     | αὐτούς | αὐτάς  | αὐτά   | αὐτώ   |
| G.  | αὐτοῦ    | αὐτῆς    | αὐτοῦ    | αὐτῶν  | αὐτῶν  | αὐτῶν  | αὐτοῖν |
| D.  | αὐτῷ     | αὐτῇ     | αὐτῷ     | αὐτοῖς | αὐταῖς | αὐτοῖς | αὐτοῖν |

Observacions:
- La 1a persona té també un reflexiu ἐμαυτοῦ, etc. (com βίος, τιμή i, en plural, ἡμῶν αὐτῶν, etc. amb formes d'αὐτός).
- També la 2a persona ofereix un reflexiu: σεαυτοῦ ö σαυτοῦ, etc. que es declina com el de 1a persona.
- El de 3a persona ressenyat al paradigma s'empra en àtic com a reflexiu indirecte, és a dir, referit al subjecte de l'oració principal. En l'ús no reflexiu tenim, també en àtic οὖτος ö ἐκεῖνος per al nominatiu singular i plural, i αὐτοῦ per a la resta.
- Hi ha també un reflexiu directe de 3a persona: ἑαυτοῦ, etc. ö αὑτοῦ, etc. declinat al singular com ἐμαυτοῦ, però amb el neutre ἑαυτό ö αὑτό. En plural tenim tres tipus de flexió: ἑαυτῶν, ἑαυτοῖς, etc. / αυτῶν, αυτοῖς, etc. / σφῶν αυτῶν,etc.
- Dialectalment hi ha formes diverses com l'acusatiu singular μιν, νιν, l'acusatiu plural σφε, etc.

### Altres pronoms
Com a possessius no reflexius no emfàtics s'empren els genitius dels pronoms personals (i el d'αὐτός per a la 3a); com a no reflexius emfàtics, ἐμός, -ή, -όν i σός, σή, σόν, que es declinen com δῆλος, -η, -ον, per a la 1a i 2a del singular, i ἡμέτερος, -α, -ον i ὑμέτερος, -α, -ον, per als plurals corresponents, mentre que per a la 3a s'empren els genitius d'οὗτος o ἐκεῖνος; com a reflexius no emfàtics, els mateixos i, per a la 3a, ἑαυτοῦ, etc. (singular) i ἑαυτῶν, etc. ö σφέτερος, -α, -ον (plural); i com a reflexius emfàtics, ἐμαυτοῦ, etc., σεαυτοῦ, etc., ἑαυτοῦ, etc. (singular) i ἡμῶν αὐτῶν ö ἡμέτερος αὐτῶν (1a plural), ὑμῶν αὐτῶν ö ὑμέτερος αὐτῶν (2a plural), ἑαυτῶν, σφῶν αὐτῶν ö σφέτερος αὐτῶν (3a plural).
L'interrogatiu τίς, τί i l'indefinit de la mateixa forma, però enclític, es declinen com la resta, com ῾ρίς, ῾ρινός el masc. i com ἕν ἑνός el neutre, però l'indefinit neutre nominatiu i acusatiu plural pot ser ἄττα.
El demostratiu ὅδε, ἥδε, τόδε es declina com l'article més -δε.
El demostratiu οὗτος, αὕτη, τοῦτο es declina d'aquest mode:
| Nombre   | Cas  | Masc.   | Fem.    | Neut.   |
| -------- | ---- | ------- | ------- | ------- |
| Singular | N.   | οὗτος   | αὕτη    | τοῦτο   |
| Singular | A.   | τοῦτον  | ταύτην  | τοῦτο   |
| Singular | G.   | τούτου  | ταύτης  | τούτου  |
| Singular | D.   | τούτῳ   | ταύτῃ   | τούτῳ   |
| Plural   | N.   | οὗτοι   | αὗται   | ταῦτα   |
| Plural   | A.   | τούτους | ταύτας  | ταῦτα   |
| Plural   | G.   | τούτων  | τούτων  | τούτων  |
| Plural   | D.   | τούτοις | ταύταις | τούτοις |
| Dual     | N.A. | τούτω   | ταύτα   | τούτω   |
| Dual     | G.D. | τούτοιν | ταύταιν | τούτοιν |

Es declinen igual τοσοῦτος, τοιοῦτος, etc.

#### Pronoms relatius
Els pronoms relatius ὅς, ἥ, ὅ, es declinen com les desinències de l'adjectiu δῆλος, -η, -ον, sempre amb esperit aspre (vegeu Adjectius, adjectius de tres terminacions).
Es declinen igual αὐτός, -ή, -ό; ἄλλος, -η, -ο; ἐκεῖνος, -η, -ο, etc.

#### Pronoms recíprocs
El recíproc ἀλλήλων, es declina com el plural de δῆλος, -η, -ον. L'acusatiu plural neutre és ἄλληλα.